# Eugenes
Eugenes – rodzaj ptaków z podrodziny kolibrów (Trochilinae) w rodzinie kolibrowatych (Trochilidae).

## Zasięg występowania
Rodzaj obejmuje gatunki występujące w Stanach Zjednoczonych, Meksyku, Gwatemali, Salwadorze, Hondurasie, Kostaryce i Panamie.

## Morfologia
Długość ciała 11–14 cm; masa ciała 7–10 g. 

## Systematyka

### Etymologia
Eugenes: gr. ευγενης eugenēs „szlachetny, wysoko urodzony”, od ευ eu „dobry”; γενος genos „pochodzenie, rodzina”. 

### Podział systematyczny
Do rodzaju należą następujące gatunki:
- Eugenes fulgens (Swainson, 1827) – ametyścik cienkodzioby
- Eugenes spectabilis (Lawrence, 1867) – ametyścik wspaniały – takson wyodrębniony z E. fulgens[6][7]